# Cristianismo en Singapur
La población cristiana en Singapur constituye el 18,9% de la población residente del país, según el censo más reciente realizado en 2020.  El cristianismo es la segunda religión más grande del país, después del budismo y con más seguidores que el islam. Según estadísticas del censo realizado en 2020, dentro de los cristianos, alrededor del 37,1% se identificaron como católicos y el 62,9% fueron etiquetados como "Otros cristianos", la mayoría de los cuales se identifican como protestantes, seguido de quienes se identifican como ortodoxos u otras denominaciones cristianas minoritarias.
El cristianismo fue introducido en Singapur por primera vez por misioneros anglicanos que llegaron junto con los primeros colonos británicos durante la fundación de Singapur como una colonia británica por Thomas Stamford Raffles en 1819. 
El porcentaje de seguidores del cristianismo entre los singapurenses ha aumentado en las últimas décadas, pasando de un 9,9% en 1980, 12,7% en 1990, 14,6% en 2000 y finalmente, en el último censo de 2020 con un 18,9%. El cristianismo ha ido creciendo de forma sostenida y a un ritmo acelerado en el actual Singapur, por lo que un número importante de singapurenses se están convirtiendo a la fe o han nacido dentro de familias cristianas.  Si bien no es una tendencia marcada en la población, los cristianos conversos tienden a ser personas con alto nivel educativo, pertenecientes a un nivel socioeconómico más alto y que utilizan el inglés como primera lengua.   

## Descripción general

### Protestantismo
Las denominaciones protestantes existentes en el país, están compuestas por las corrientes: anglicanas, metodistas, pentecostales, bautistas, reformistas (en su mayoría presbiterianos y reformados holandeses), luteranos e iglesia evangélica libre de Singapur. También existen iglesias no denominacionales de las Iglesias de Cristo, los Hermanos de Plymouth y otras pertenecientes a las tradiciones cristianas carismáticas.
El anglicanismo está representado en Singapur por la Diócesis de Singapur, que tiene 26 parroquias en todo el territorio, y es parte de la Iglesia de la Provincia del Sudeste Asiático.
La Iglesia Metodista de Singapur es la denominación protestante principal más grande del país, con unos 42.000 miembros repartidos en alrededor de 46 iglesias.
La Convención Bautista de Singapur tiene su origen en una misión china en 1905.  En 1965, las iglesias se convirtieron en miembros de la Convención Bautista de Malasia. En 1971, se fundó la Comunidad de Iglesias Bautistas de Singapur.  Se estableció el 28 de diciembre de 1974. Fundó el Seminario Teológico Bautista, Singapur en 1983.  Según un censo de la asociación, en 2023 dijo que tenía 37 iglesias y 9,200 miembros.
El pentecostalismo ha ejercido una mayor influencia con el inicio del movimiento carismático en la década de 1970. Hay otras organizaciones como Fei Yue Family Centers, Desafío Juvenil Global (con varios hospitales comunitarios al servicio) y Beulah. 

### Catolicismo

#### Catolicismo romano

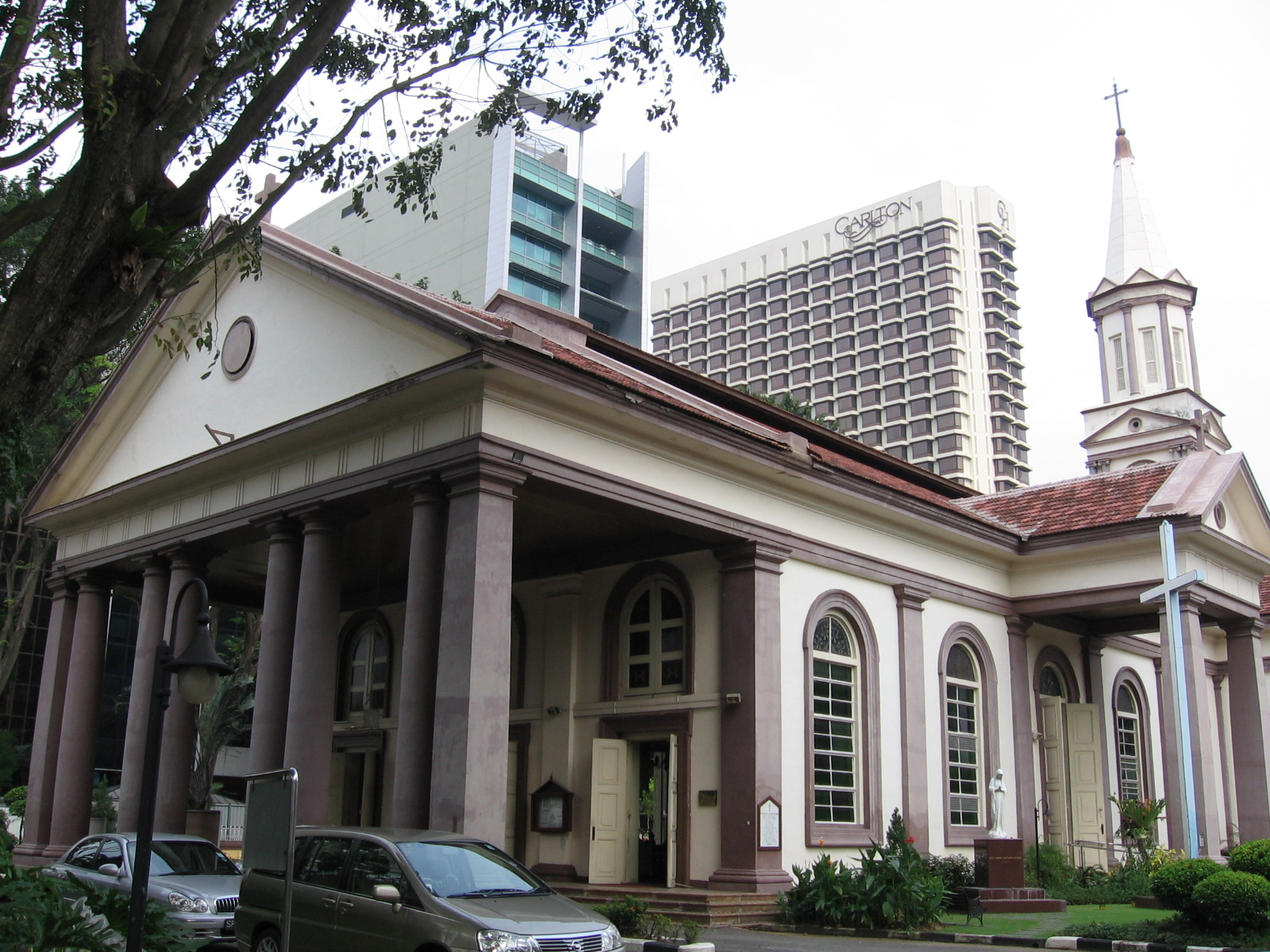
La Catedral del Buen Pastor es la iglesia católica romana más antigua de Singapur.

La población católica romana en Singapur está formada mayoritariamente por chinos (incluidos los peranakan) e indios, junto con algunos grupos minoritarios más pequeños como los euroasiáticos, así como también europeos blancos y filipinos. Hay 32 parroquias católicas romanas en Singapur, cada una de las cuales administra un distrito particular del país. 
Singapur tiene una Arquidiócesis Católica Romana encabezada por el Arzobispo William Goh Seng Chye, quien preside la Catedral del Buen Pastor. La Santa Misa en Singapur se celebra en numerosas lenguas vernáculas, entre ellas inglés, cantonés, mandarín, malayo, hokkien, coreano, alemán, indonesio, tamil y tagalo. De igual forma, la Misa Tradicional realizada en Latín también se celebra en Singapur, siendo su celebración todos los domingos a las 14 horas en la Iglesia de San José.
Los católicos romanos de Peranakan se concentran generalmente en la Iglesia de la Sagrada Familia en Katong.
Las parroquias católicas romanas del siglo XVIII y principios del XIX fueron establecidas inicialmente siguiendo líneas raciales y culturales por varios grupos misioneros católicos romanos de Europa.
Varias parroquias católicas romanas de Singapur participan activamente en servicios sociales como casas de asistencia social, la apertura de comedores sociales y viajes misioneros a lugares como Indonesia y Filipinas. Dentro de las acciones sociales que realizan las parroquias católicas, también se encuentra el Gremio Médico Católico y otros grupos de acción católica que tienen su sede en los terrenos parroquiales de la Iglesia de San Pedro y San Pablo. Actualmente también están apoyando la creación de Comunidades Cristianas Vecinales para organizar y reunir a las comunidades católicas romanas dentro de sus vecindarios. 

#### Catolicismo oriental
También está presente una incipiente comunidad greco-católica, dependiente del obispo de la iglesia greco-católica ucraniana de Melbourne. A su vez, se ha creado una comunidad católica siro-malabar en Singapur para atender a la creciente diáspora malaya en el país. 

### Iglesias Ortodoxas Orientales

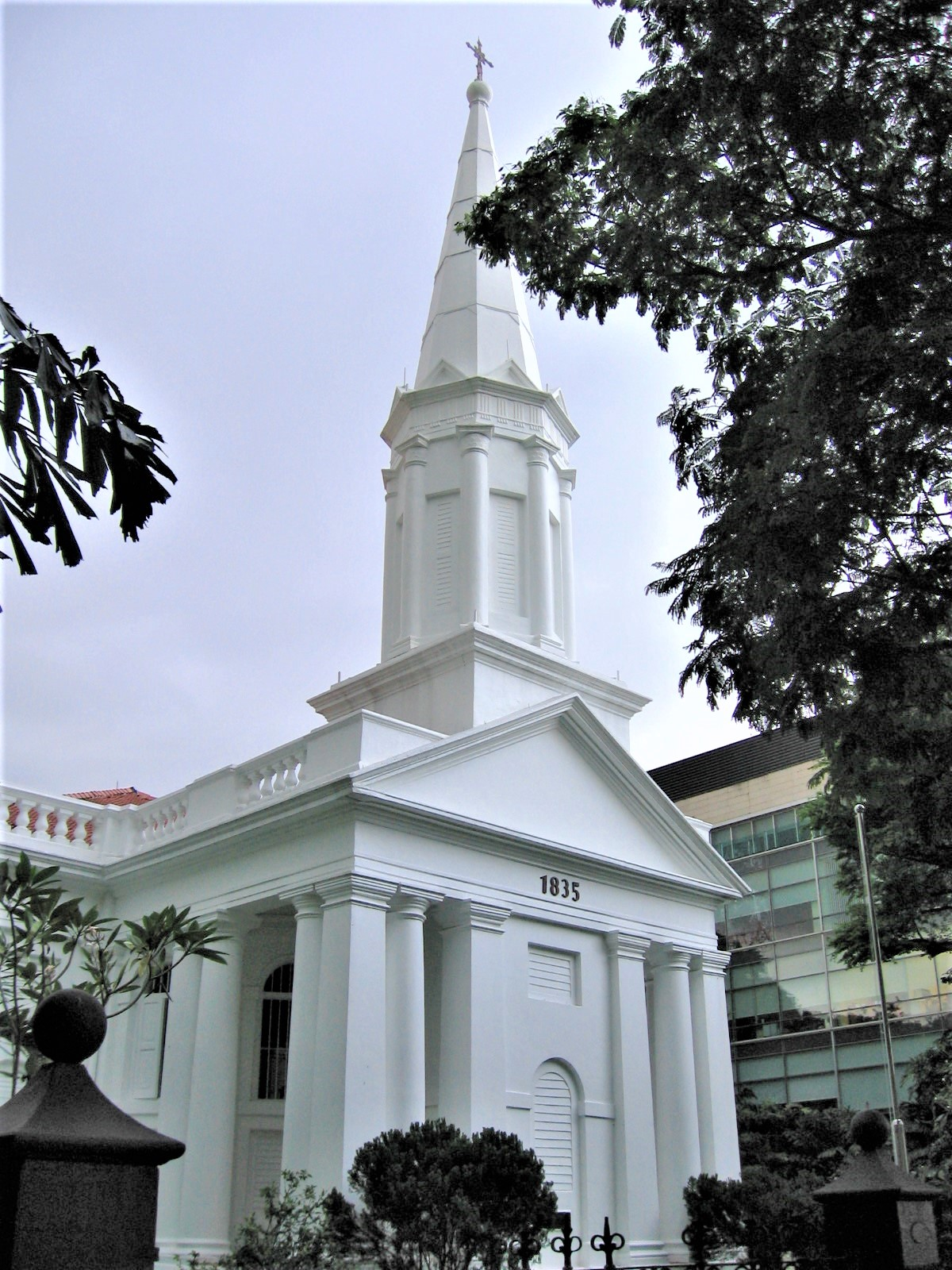
La Iglesia Armenia es la iglesia cristiana más antigua de Singapur.

Dentro de las iglesias ortodoxas orientales en Singapur, destaca la presencia de la antigua Iglesia Armenia. Por la Orden Pontificia de Karekin II, Patriarca Supremo y Católico de Todos los Armenios, Zaven Yazichyan, miembro de la Hermandad de Santa Etchmiadzin; ha sido designado para servir como el pastor espiritual de Singapur.
También hay una gran presencia ortodoxa de Malankara en Singapur que administra la diáspora keralita, la cual cuenta con servicios dentro de la Catedral Ortodoxa Siria de Santo Tomás.
En Singapur también existe una pequeña pero creciente congregación ortodoxia bizantina formada casi exclusivamente por griegos, georgianos, rusos, ucranianos e indios étnicos, que constituyen una pequeña minoría en la población cristiana local. En 2008, el Santo Sínodo del Patriarcado Ecuménico de Constantinopla decidió crear el Metropolitano Ortodoxo Oriental de Singapur y el Sur de Asia, la cual cuenta con jurisdicción sobre los territorios de Singapur, Indonesia, Malasia, Brunei, Timor, Maldivas, Sri Lanka, Bangladés, India, Nepal, Bután, Pakistán y Afganistán.  El primer obispo diocesano fue nombrado en 2011, cuando el Santo Sínodo del Patriarcado Ecuménico eligió al archimandrita Konstantinos (Tsilis) como el primer metropolitano de Singapur y el sur de Asia. Fue ordenado sacerdote por el Patriarca Ecuménico Bartolomé I de Constantinopla y reside actualmente en Singapur.  La parroquia central de Singapur está a cargo del archimandrita Daniel Toyne.

### Antitrinitarismo
También existen varias congregaciones no trinitarias en Singapur, como lo es el caso de la Iglesia de Jesucristo de los Santos de los Últimos Días y la Iglesia Verdadera de Jesús. Aunque si bien estos grupos son reconocidos por el Estado de Singapur, otros grupos religiosos han estado sujetos a diversos grados de restricción, en particular han sido los casos de los Testigos de Jehová y la Iglesia de la Unificación, los cuales son considerados sectas.